# 古雅典

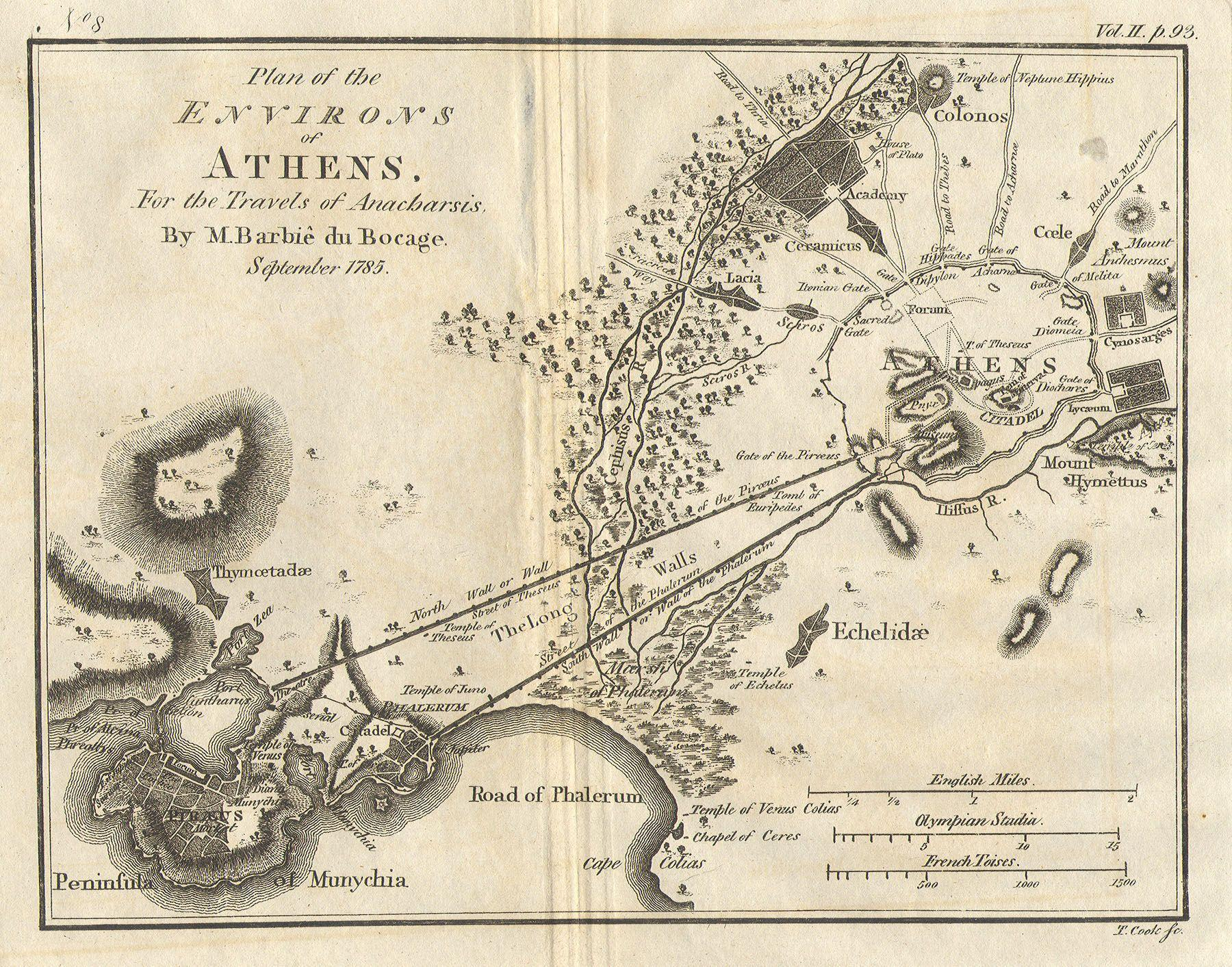
古雅典與比雷埃夫斯港由長牆相連

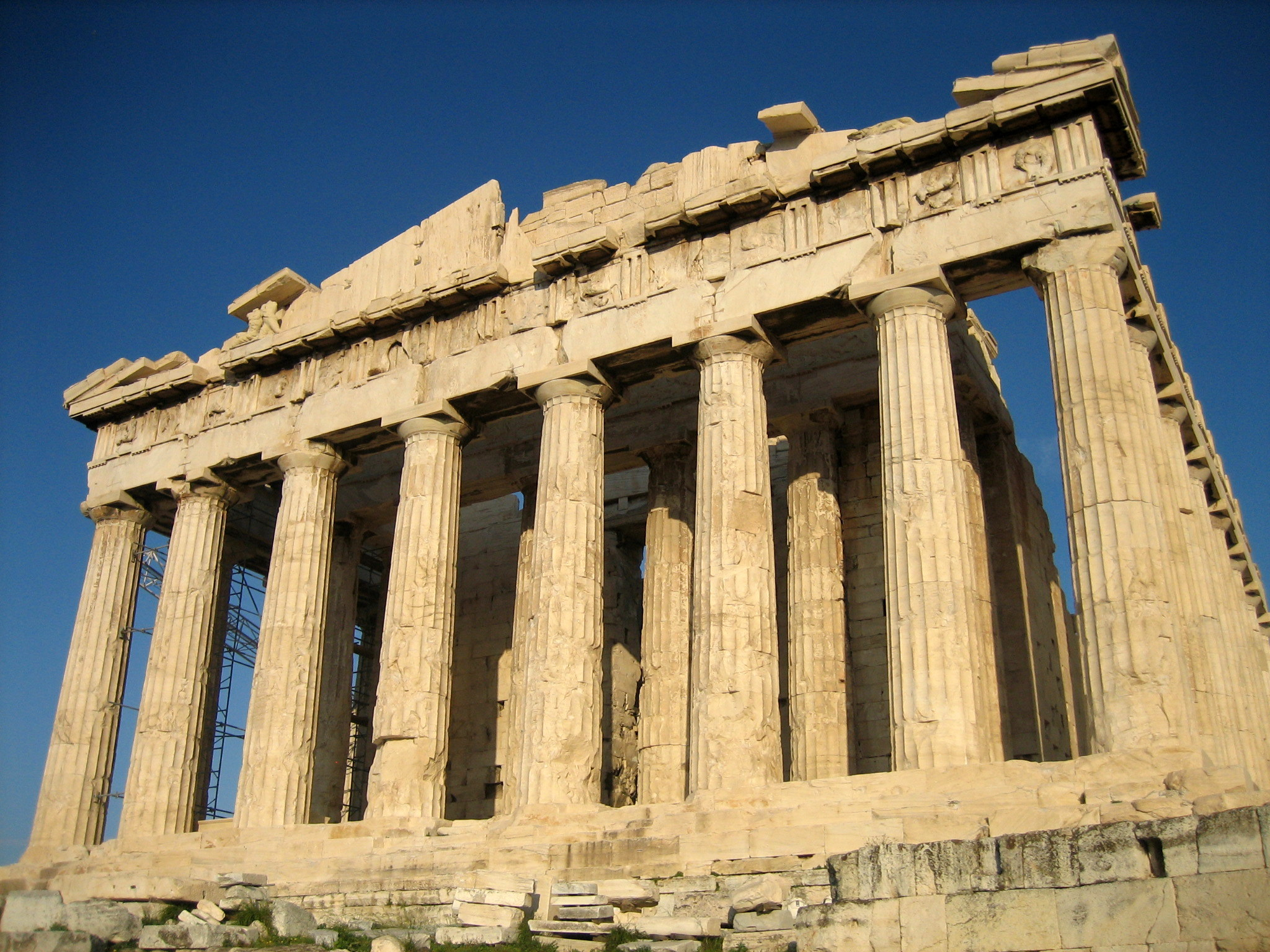
位于雅典卫城的帕特农神庙，为女神雅典娜而建。它是古希腊文明最具代表性的标志性符号之一。

雅典是一個古希臘城邦。城邦時代，位於阿提卡平原，科林斯灣和愛琴海的匯流之地。核心是高地衛城，依靠阿瑞斯山，後來成為在阿提卡平原發展而成的城邦。
雅典以前是一個普通的城邦，經過梭倫、庇西特拉圖、克里斯提尼、伯里克利先後執政，在希臘城邦的影響力與日俱增；波希戰爭爆發後，帶領希臘城邦擊敗波斯，戰後，擁有舉足輕重的地位，但經過伯羅奔尼撒戰爭後，雅典趨於衰落，標示著希臘城邦文明走向盡頭。
雅典在古希臘文明中政治、歷史、經濟、文化等方面，扮演重要的角色，在主流是君主專制的古代世界中，希臘雅典保留石器時代的直接民主，並發展成為影響現代人民主觀念極深遠的民主政治體制。特別是在黃金年代，雅典成為希臘城邦中的人才薈萃之地，許多聞名後世的學者、文學作品、建築物等等，都出現在這個時代，对此，伯利克利给予极高评价，认为雅典是全希腊的学校，它奠定了西方文明的基礎。

## 由來
在古希臘语中，雅典为Ἀθῆναι，又称Ἀθηνᾶ和Ἀθήνη，是智慧女神雅典娜的名字。根據希臘神話，智慧女神雅典娜与海神波塞冬为争夺雅典的保护神地位，於是分別拿出一樣物品供人類挑。海神赐给人类一匹象征战争的壮马，而智慧女神雅典娜献给人类一颗枝叶繁茂、象征和平的油橄榄树。人们渴望和平，结果这座城市信奉女神雅典娜。从此，她成了雅典的保护神，雅典因之得名。

## 歷史

### 早期

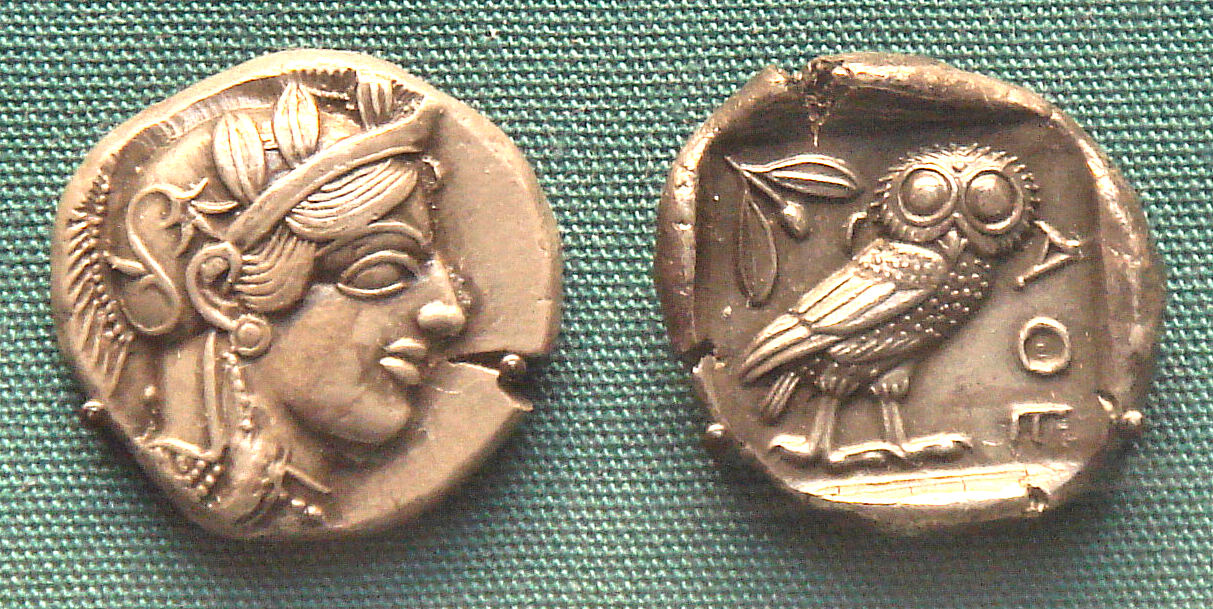
西元前五世紀的古代雅典錢幣，現藏於大英博物館。

希臘神話記載，前1550年，凱克洛普斯是那時的雅典國王。当時的雅典只是個小村莊，在他任內發生了一件重要的大事，即選擇雅典娜為雅典的守護神。凱克洛普斯的曾孫忒修斯是希臘神話的英雄，討平愛奧尼亞人，建立有規模的城邦。多利安人大舉入侵伯羅奔尼撒半島後，愛奧尼亞人與麥西尼亞人遷徙到雅典城，其中有個美蘭薩斯，利用雅典王室內訌，發動政變，成為雅典城的新王。
美蘭薩斯去世後，其子科德鲁斯即位，多利安人入侵阿提卡半島，科德鲁斯率領軍隊抵抗，多利安人祈求神諭：「多利安不殺雅典王必能得勝。」，科德鲁斯知道這個消息，為了拯救國家，喬裝成平民，隻身潛入多利安人的軍營，但立刻被殺害，多利安知道此事，知道違反神諭，便自行撤退，雅典人有感於科德拉斯的事蹟，決定廢除王政，雅典這時就從君主政體改為貴族政治，科德鲁斯之子墨冬，擔任雅典人所選出的第一任執政官，在他任內，許多伯羅奔尼撒半島的愛奧尼亞人難民逃到阿提卡，於是人口越來越多，於是決定向外發展，墨冬的弟弟安德羅維克拉斯（Androcles），帶著愛奧尼亞人，去小亞細亞沿岸移民，是為「愛奧尼亞殖民地」。
雅典貴族勢力抬頭，逐漸降低執政官權力，成為民主政治的開端，不過由於貴族獨攬軍政宗教大權，實際上為專制的寡頭政治，貴族大權在握，利用職權，欺壓平民，由於阿提卡地區經濟的發展，產生新興的貿易階層，平民與貿易階層向貴族請求改革，德拉古在此背景下，制定德拉古法典，仍然沒有解決貴族與平民之間矛盾，這個時期大多數希臘城邦跟雅典有相似的情況，一些野心家發動政變，推翻寡頭政治，希臘人稱之為僭主政治，库伦效法其他城邦的情況，企圖發動政變，奪取政權，不過卻失敗了；雅典貴族與平民之間矛盾依舊越趨激烈。

### 民主政治發展
梭倫改革

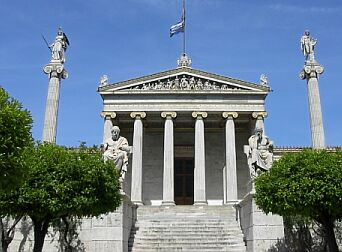
現代位於希臘首府的雅典科學院，太陽神阿波羅與雅典娜女神位於圓柱上方，蘇格拉底與柏拉圖則坐於樓梯兩旁的石階上。

梭倫為了解決貴族與平民之間的矛盾，出任執政官後。他全面改革雅典內政，史稱“梭倫改革”。改革重點主要在政治與經濟兩方面，政治方面，第一：設立四百人議會，允許非貴族出身的五百桶戶pentakosiomedimnoi、騎士階層hippies和有軛牲階層zeugitai參加。第二：准許雇工階層thetes參加全民議會及擔任法庭陪審員；經濟方面，第一：頒布「債務解除令」，禁止以債務迫人為奴隸。第二：種植葡萄、橄欖經濟作物，發展工商業。這些改革表示雅典平民反抗貴族統治獲得成功，為民主政治的發展奠下基礎，此後，雅典一直照著梭倫改革的路線發展。不過梭倫改革有一定的局限性，他一方面提高平民經濟水準，另一方面又要維護貴族的政治特權。改革並未落實平民對土地的要求，也沒有賦予他們平等的政治權利。這樣的結果是既無法滿足底層平民，又導致貴族利益受損，得到最多益處的是中層階級的工商業者，當他完成改革后，了解到必然招致雙方的反彈，便與雅典人約定十年內不准改變他的改革。而後離開雅典遠遊。
庇西特拉圖
梭倫離開後，雅典內政不穩，產生內部權力鬥爭，梭倫的親戚庇西特拉圖脫穎而出，雅典進入僭主統治時期，直到前541年，他的政權才算穩固。在政治、軍事、外交、工業、文化等方面都有所建樹，庇西特拉圖主政時期，他是一位開明的僭主，政策則是延續梭倫改革的路線，比梭倫的力度大得多，打擊貴族，增進人民的利益，雅典在庇西特拉圖治下，在希臘城邦影響力與日俱增，前527年，庇西特拉圖逝世，他的兒子希庇亞斯繼位後，由於專權殘酷，欺壓人民，漸失民心，克里斯提尼得到斯巴達幫助後，推翻希庇亞斯，僭主統治結束。
克里斯提尼
克里斯提尼，在政治制度有了重大改革，第一，將四百人議會擴大為五百人議會，每個公民都有參政的機會。第二：，建立「十部落制」，打破以階層、地域與種族本位思考，培養以雅典城、阿提卡地區的城邦觀念，第三：创建了陶片放逐法，让民众有权将一位公民放逐长达十年，防止野心家对民主制度的破坏，克里斯提尼執政時期，雅典工商業繁榮，引起其他城邦的嫉妒，在此危機下，克里斯提尼想跟波斯結盟，雅典人民不願向波斯臣服，克里斯提尼只好引退，波斯趁機聯合其他各邦，進攻雅典，不過雅典成功化險為夷，在波希戰爭扮演重要角色。
黃金時代
波斯首先征服了古希臘城邦在小亞細亞西岸建立的殖民地，並於公元前492年、前490年與前480年發動對希臘半島的海陸攻勢，史稱「波希戰爭」，雅典城曾被大肆破壞，仍然帶領希臘聯軍擊敗波斯，經過此役，雅典揚威古希臘世界。之後在伯里克利領導下，進入伯里克利时代，憑籍「提洛同盟」的軍力，一躍成為古希臘世界中最為強大的勢力，伯里克利重建雅典城，成為人才薈萃之地，許多學者、作家、哲學家、建築物等等，都出現在這個時代，這是雅典最為光輝耀眼時期，也是古希臘的全盛時期。

### 衰落

#### 伯羅奔尼撒戰爭
雅典利用「提洛同盟」，擴張自身勢力，演變為「雅典帝國」，讓斯巴達所領導的伯羅奔尼撒同盟深為不滿，終於爆發伯羅奔尼撒戰爭，長達二十多年的內戰中，雅典在西西里遠征的失敗，使雅典承受致命性的打擊，加上斯巴達也在波斯幫助之下，建立海軍，終於在公元前404年打敗雅典，戰後，雅典喪失了強國地位，也標示著古希臘文明的衰落。

#### 第二次雅典同盟
斯巴達在伯羅奔尼撒戰爭之後擁立三十人僭主的寡頭統治雅典，三十人僭主破壞雅典民主政治，並進行恐怖統治，三十人僭主在八個月之後被色拉西布洛斯擊敗，雅典民主政治恢復。此後希臘城邦之間的鬥爭更加激烈，雅典先是與其他城邦結盟在科林斯戰爭中對抗斯巴達，公元前371年的留克特拉戰役雅典等城邦擊潰斯巴達的霸權。之後希臘城邦又將矛頭指向新的霸權底比斯，公元前362年曼丁尼亚战役底比斯軍事天才伊巴密濃達的去世結束底比斯的霸權。

#### 喪失獨立地位
底比斯的霸權結束之後，位於希臘北部的馬其頓王國開始崛起。公元前338年，腓力二世的軍隊在喀羅尼亞戰役中擊敗了雅典，取得了对整个希腊的控制权。當亞歷山大大帝死於巴比倫的消息傳到希臘後，雅典爆發反馬其頓運動，然而前322年雅典在拉米亞戰爭中被安提帕特領導的馬其頓帝國征服，喪失了獨立地位。

## 政治
公民大會
公民大會是雅典的最高權力機關，每隔十天召開一次，所有年滿二十歲以上的男性公民有權參加，公民可在會上提出任何建議或批評公職人員，討論一切內政外交政策，做出決議，所有的提案，在開會前五天予以公布，以便讓參加者事先做好準備。緊急情況時，可以臨時召開。大會的會場最初在雅典的阿哥拉，之后在雅典衛城西邊的普尼克斯山崗上，有时也在狄俄倪索斯剧场或比雷埃夫斯。大會召開時，每個公民發表自己的提案，然後由支持或反對提案的人一一上台發言，表示理據，之後進行表決。表決的方式是舉手或投小石頭等等少數服從多數。
五百人會議
五百人會議是雅典的最高行政機關，相當於政府。由十個地區部落，從所有公民各選五十人組成。五十人是按人口比例抽籤選出。五百人會議成員分為十組，輪流在一年的十分之一時間當政，處理國家的日常事務。每組五十人，內部每天抽籤選一人值班，任期一晝夜，掌管國家檔案、城邦印章和金庫的鑰匙。國家的任何問題都矛須先經過五百人會議的討論，然後交由公民大會議決。召開和主持公民大會，也由五百人會議負責。
軍隊
雅典的軍隊按地區部落徵兵，每個部區部落提供一隊重裝步兵、騎兵和水兵，並選舉一名將軍為統領。由十名將軍組成將軍委員會，任期一年，負責軍事指揮的事務。十名將軍中有一人為首席將軍，那就是統帥。每一位公民，都必須服兵役，到六十歲之前，都有可能接受徵召參戰。陸軍的組成有：輕甲步兵，成員為雇工階層thetes；重甲步兵，成員為有軛牲階層zeugitai；騎兵，成員為上流社會的五百桶戶pentakosiomedimnoi以及騎士階層hippies。海軍：由富裕人士，招募水兵，並由雇工階層thetes出任划槳手，使用政府提供的材料，自費製造戰船。
司法體制
雅典最高的司法機關是陪審法庭，由六千名陪審法官組成。這六千人，每年用抽籤的方式，在十個地區部落選出三十歲以上的公民。這些法官分配在十所法庭，每所另有一百名候補陪審法官。陪審法官每年改選一次。任何公民都可向法庭提出訴訟，以及幫助他人訴訟。陪審法庭做出的判決，雙方必須服從。

## 經濟

### 農業
雅典土地貧瘠，由於可供農地很少，大量種植橄欖、葡萄。橄欖用途很多，包括食用、塗抹、照明及燃料。所以是雅典最重要的經濟農作物，政府採取專賣輸出，交換糧食，從小亞細亞與埃及地區輸入糧食。

### 手工業
雅典的冶金業、造船業、製陶業和建築業的發展規模很大。在當時，雅典所生產的「紅花」瓶遠近馳名，其特色在於色澤亮麗，精緻典雅。雅典還曾製造排水量達220噸的商船，這種船上掛上一張很大布帆，以一根牢固的船桅和桃桁作為支撐。另外在採礦業的發展，雅典的地質藏有大理、鋅、銀及鉛等礦物，開採這些礦物是雅典的收入來源之一。

### 商業
雅典海外貿易的發展相當蓬勃。雅典曾經主宰愛琴海海域，其海外貿易遠及地中海及黑海等地區，雅典的比雷埃夫斯港是當時聞名希臘世界的商港，輸入的商品包括埃及、西西里、黑海的穀物、牲畜和皮革，米利都的羊毛，波斯和迦太基的毛毯，阿拉伯的香水，馬其頓和色雷斯的亞麻衣料和造船木材，另外還有各個地區運送到來的奴隸；輸出的商品包括橄欖油、葡萄酒、銅、鉛、銀、大理石、金屬製品和陶器。

### 金融業
雅典使用的貨幣是德拉克马。德拉克马銀幣以分量足、品質好、鑄造精緻著稱，加上有強大的海軍和雄渾的資金做後盾，許多希臘城邦都使用這種貨幣。雅典由於經濟繁榮，帶動銀行業的發展，使得神殿除了宗教信仰的功能外，還增加現代銀行的功能，政府和人民都把錢存到神殿，做為生息及投資理財的場所。

## 文化

### 哲学
苏格拉底和他的学生柏拉图及柏拉图的学生亚里士多德被并称为“希腊三哲”。苏格拉底出生于雅典，被后人广泛认为是西方哲学的奠基者。柏拉图写下了许多哲学的对话录，并且在雅典创办了知名的柏拉图学院。亚里士多德
在柏拉图学院生活了20多年，在许多领域都留下广泛著作，包括了物理学、形而上学、诗歌、生物学、动物学、逻辑学、政治、政府、以及伦理学。

### 文学
公元前五世纪，雅典产生三大喜剧诗人：克拉提诺斯、欧波利斯和阿里斯托芬。只有阿里斯托芬传下一些完整的作品，被誉为希腊“喜剧之父”。传说阿里斯托芬一共有44部作品，现仅存11部，包括《阿卡奈人》、《鸟》和《和平》等。
活跃于公元前五世纪到四世纪的欧里庇得斯、埃斯库罗斯和索福克勒斯并称为希腊三大悲剧大师，他们都在雅典生活过。埃斯库罗斯共创作90部悲剧和笑剧，而留下的只有7部，代表作《阿伽门农》，描写一个家族复仇的悲惨故事；索福克勒斯一生共写过123个剧本，如今只有7部完整的流传下来，《俄狄浦斯王》是他的代表作，展示了富有典型意义的希腊悲剧冲突——人跟命运的冲突；欧里庇得斯他一生共创作了九十多部作品，保留至今的有18部，完全将视线从神身上转移到了人，主角以小人物为主，而非对远古英雄的崇敬，代表作品包括《厄拉克特拉》和《特洛伊妇女》等。

### 教育
初等教育
智育教育為主，雅典男孩，一滿七歲，都必須到學校接受教育，時間大約七到八年。教學科目有讀書、識字、算術、幾何學、天文學等等，課本的內容全是荷馬史詩、赫西俄德、伊索等作品。
中等教育
德育教育為主，雅典的男孩，滿十四歲，若已經完成初等教育，可以選擇到社會上就業，或是到中等學校，接受二年的音樂、講演、天文學、修辭學、論理學。
高等教育
體育教育為主，雅典的男孩，滿十八歲，若已經完成中等教育，可以再進入到叫Ephebe的青年軍事學校接受軍事教育。學習跳高、競走、摔跤、拳擊、標槍、鐵饼等各種運動。鍛鍊體魄，保國衛民。還會學習到文學、雄辯學、修辭學、天文學、幾何學等學科，到二十歲才算完成高等教育，為智德體三育具備的公民，可以到社會選擇任何職業。
女子教育
雅典的女孩，沒有到學校受教的權利。最多只能從父母學習家事，長大成人後，扮演賢妻良母的角色即可，如果接受教育，則會遭受到社會的非議。

### 藝術
雅典在伯里克利时代，藝術有著突飛猛進的發展，許多藝術家紛紛創作出流傳後世的經典作品。如米隆的作品掷铁饼選手、菲狄亞斯的雅典娜·帕德嫩，他也為帕德嫩神廟雕飾並且監工修建。波留克列特斯的持槍者。建築物方面，如帕德嫩神廟、酒神狄俄倪索斯劇場。

## 註腳
1. ↑  馮作民. . . 1979: 170-172頁.
2. ↑  馮作民. . . 1979: 172-173頁.
3. ↑  馮作民. . . 1979: 173頁.
4. ↑  馮作民. . . 1979: 173-174頁.
5. ↑  馮作民. . . 1979: 174-175頁.
6. ↑  馮作民. . . 1979: 176頁.
7. ↑  王曾才. . . 2006: 91-92頁.
8. ↑  馮作民. . . 1979: 177-178頁.
9. ↑  馮作民. . . 1979: 178頁.
10. ↑  王尚德. . . 2010: 77-79頁.
11. ↑  王尚德. . . 2010: 79-80頁.
12. ↑  王尚德. . . 2010: 80-81頁.
13. ↑  馮作民. . . 1979: 195-196頁.
14. ↑  馮作民. . . 1979: 178頁.
15. ↑  馮作民. . . 1979: 200-202頁.
16. ↑  馮作民. . . 1979: 280-282頁.
17. ↑  馮作民. . . 1979: 340-342頁.
18. ↑  王尚德. 第三章第七節〈馬其頓的崛起〉. 《希臘文明》. 2010: 91–93.
19. 1 2 3 4  郭豫斌. . . 2007: 250-253頁.
20. ↑  馮作民. . . 1979: 315-316頁.
21. 1 2  王尚德. . . 2010: 84-87頁.
22. ↑  郭豫斌. . . 2007: 224-227頁.
23. ↑  馮作民. . . 1979: 316頁.
24. ↑  馮作民. . . 1979: 316-317頁.
25. ↑  史丹佛哲学百科关于苏格拉底介绍 （页面存档备份，存于） - 2007年7月2日
26. ↑  史丹佛哲学百科关于柏拉图介绍 （页面存档备份，存于） - 2007年7月2日
27. ↑  亚里士多德生平和著作介绍 （页面存档备份，存于） - 于2007年7月3日查阅
28. ↑  阿里斯托芬生平和著作介绍 （页面存档备份，存于） - 于2007年7月3日查阅
29. ↑  埃斯库罗斯生平和著作介绍 （页面存档备份，存于） - 于2007年7月3日查阅
30. ↑  索福克勒斯生平和著作介绍 （页面存档备份，存于） - 于2007年7月3日查阅
31. ↑  馮作民. . . 1979: 317頁.
32. ↑  馮作民. . . 1979: 317-318頁.
33. ↑  馮作民. . . 1979: 317頁.
34. ↑  馮作民. . . 1979: 317-318頁.